# Moč grunta: Izpoved kmečke žene
Moč grunta s podnaslovom Izpoved kmečke žene je delo Mimi Malenšek, ki je bilo leta 1938 objavljeno v Kmečki ženi.  

## Vsebina
Minca se komaj dvajsetletna poroči na Gričarjev grunt. Po smrti moža Toneta objokuje izgubo gospodarja, ki je bil sposoben uspešno voditi tako veliko posestvo. Njegova zadnja želja je bila, naj Minca poskrbi, da grunt ne bo propadel. Tako ostane sama z onemoglim tastom, deklo in hlapcem ter štiriletnim sinčkom Tončkom. Na pomoč ji priskoči sosed Poljančev Lipe, ki je bil v Minco zaljubljen že preden se je poročila. Minca je razdvojena, saj vse bolj spoznava, da Lipeta ljubi, pri Tonetu pa sta jo velik grunt in delo prikrajšala za to pravo ljubezen. Hkrati se boji, da bi se Lipe rad zgolj polastil njenega posestva. Ob svoji smrti ji tudi stari Gričar zabiča, da grunta ne sme prepustiti propadu ali ga položiti v tuje roke. Minca se tako odloči, da bosta z Lipetom le soseda in prijatelja. Prepusti se in zaživi z gruntom, s svojo zemljo, zvesta Tonetu in čuvajoča zapuščino za svojega sina. 